# Сентрал Сити (Јужна Дакота)
Сентрал Сити (енгл. Central City) град је у америчкој савезној држави Јужна Дакота.

## Демографија
По попису из 2010. године број становника је 134, што је 15 (-10,1%) становника мање него 2000. године.
| Група             | 2000.       | 2010.       |
| Белци             | 148 (99,3%) | 126 (94,0%) |
| Афроамериканци    | 0 (0,0%)    | 0 (0,0%)    |
| Азијати           | 1 (0,7%)    | 0 (0,0%)    |
| Хиспаноамериканци | 0 (0,0%)    | 1 (0,7%)    |
| Укупно            | 149         | 134         |